# Tyto javanica crassirostris
Tyto javanica crassirostris (лат.) — хищная птица семейства сипуховых, обитающая на острове Боанг в Папуа — Новой Гвинее.

## Описание

### Внешний вид
Общая длина птицы — 33 см; вес — 285—290 грамм.
Небольшая тёмная сова рода Tyto без «ушек»-пучков. Информации о половом диморфизме на данный момент нет.
У Tyto alba crassirostris очень сильный клюв и когти. Верхняя часть птицы тёмная, снизу сова грязно-белого цвета, с коричневыми разводами и чёрными пятнами. Белый, с блёклой желтизной лицевой диск окружает тёмно-карие глаза и кремовый, с небольшим чёрным налётом, клюв. Неоперённые части ног и пальцы серо-коричневого цвета, с чёрными когтями.

### Отличия от других подвидов и видов
Близка к аллопатрической Tyto alba delicatula, но намного темнее её, с мощными клювом и крыльями. У географически отделённой Австралийской сипухи вариативный окрас оперения, но она заметно крупнее, с более сильными когтями и ногами, оперёнными до самого основания пальцев.

## Распространение

### Ареал
Эндемик острова Боанг в Папуа — Новой Гвинее. Изоляция острова может сделать вид уязвимым, но на данное время нет точных данных о статусе этих птиц.

### Места обитания
Населяет открытые и полуоткрытые местности с кустарниками и деревьями, а также луга и сельскохозяйственные угодья.

## Систематика
Некоторыми орнитологами рассматривается как подвид Tyto (alba) delicatula. Таксономия неопределенна; необходимы молекулярно-генетические исследования, на основании которых подвид сипухи Tyto alba crassirostris может быть выделен в самостоятельный вид Tyto crassirostris.